# Jakub Kozik
Jakub Kozik – polski matematyk i informatyk, doktor habilitowany nauk matematycznych. Specjalizuje się w logice, metodzie probabilistycznej, kombinatoryce analitycznej oraz kolorowaniu grafów. Adiunkt Katedry Podstaw Informatyki w Instytucie Informatyki Analitycznej Wydziału Matematyki i Informatyki Uniwersytetu Jagiellońskiego.

## Życiorys
Studia z informatyki ukończył na Uniwersytecie Jagiellońskim, gdzie następnie został zatrudniony. Stopień doktorski uzyskał na UJ w 2006 na podstawie pracy pt. Decidability of relative density in Chomsky hierarchy of languages, przygotowanej pod kierunkiem prof. Marka Zaionca. Habilitował się w 2016. 
W 2019 został członkiem Rady Doskonałości Naukowej I kadencji.
Swoje prace publikował w takich czasopismach jak m.in. „Combinatorica”, „Annals of Pure and Applied Logic” „Electronic Journal of Combinatorics”, „SIAM Journal on Discrete Mathematics" oraz „Random Structures & Algorithms”.